# Hard Candy (Madonna)
Hard Candy is het elfde studioalbum van de Amerikaanse zangeres Madonna dat in april 2008 werd uitgebracht.

## Historie
Eind 2006 begonnen er geruchten te circuleren dat Madonna zou gaan beginnen met de productie van een nieuw album. Stuart Price, Madonna's producer bevestigde dat Madonna en hijzelf bezig waren met nieuw materiaal. Op de Londense première van de film, Arthur and the Invisibles waarvoor zij een stem had ingesproken, bevestigde Madonna dat ze zo snel mogelijk hoopte te kunnen beginnen en dat het misschien weer een dance-album kon gaan worden.
In een in februari 2007 gehouden Sirius Satellite Radio-interview ter promotie van de CD/dvd The Confessions Tour: Live From London kondigde Madonna aan dat ze zou gaan samenwerken met Pharrell Williams voor haar nieuwe album. Madonna ging ook met Timbaland samenwerken, die over de samenwerking sprak in een interview met MTV News. Hierbij werd ook Felix Da Housecat genoemd, die met Madonna zou hebben samengewerkt op zijn eigen album. Dit bleek later niet waar.
Timbaland bevestigde de samenwerking op 13 maart 2007 op het Chicago radiostation B96. Hij onthulde dat hij Madonna had ontmoet en al een idee had wat ze zouden gaan doen. Hij zei ook dat hij al wat geproduceerd had bij de muziek die zij al had geschreven en dat ze in laat in maart of begin april de studio in zouden gaan.
Producer Swizz Beatz kondigde recentelijk in een radioprogramma aan dat hij bezig was met zijn volgende projecten. Bij zijn samenwerkingen zou ook Madonna horen. Sean Garrett onthulde aan E! News dat ook hij met Madonna's project bezig is.
Ook Justin Timberlake zou zijn medewerking verlenen aan het album. Madonna's woordvoerder bevestigde, noch onkende dit. Madonna zei in een interview met Sirius Radio dat Timberlake's FutureSex/LoveSounds een van de albums was waar ze op dit moment dol op is. Op de première van Shrek 3 zei Timberlake dat hij aan zo'n vijf, zes nummers meewerkt, en misschien zelf ook te horen is op het nieuwe album.
Op 27 februari is via Madonna's officiële website bekendgemaakt dat de definitieve titel van het nieuwe Madonna album Hard Candy zal zijn.

## Nummers op album
1. Candy Shop
2. 4 Minutes (met Justin Timberlake en Timbaland)
3. Give It 2 Me
4. Heartbeat
5. Miles Away
6. She's not me
7. Incredible
8. Beat goes on (met Kanye West)
9. Dance 2night
10. Spanish Lesson
11. Devil wouldn't recognize you
12. Voices
13. Ring My Bell (bonus track in Japan)

## Hitnotering
| Hard Candy in de Nederlandse Album Top 100 - binnen: 3 mei 2008 | Hard Candy in de Nederlandse Album Top 100 - binnen: 3 mei 2008 | Hard Candy in de Nederlandse Album Top 100 - binnen: 3 mei 2008 | Hard Candy in de Nederlandse Album Top 100 - binnen: 3 mei 2008 | Hard Candy in de Nederlandse Album Top 100 - binnen: 3 mei 2008 | Hard Candy in de Nederlandse Album Top 100 - binnen: 3 mei 2008 | Hard Candy in de Nederlandse Album Top 100 - binnen: 3 mei 2008 | Hard Candy in de Nederlandse Album Top 100 - binnen: 3 mei 2008 | Hard Candy in de Nederlandse Album Top 100 - binnen: 3 mei 2008 | Hard Candy in de Nederlandse Album Top 100 - binnen: 3 mei 2008 | Hard Candy in de Nederlandse Album Top 100 - binnen: 3 mei 2008 | Hard Candy in de Nederlandse Album Top 100 - binnen: 3 mei 2008 | Hard Candy in de Nederlandse Album Top 100 - binnen: 3 mei 2008 | Hard Candy in de Nederlandse Album Top 100 - binnen: 3 mei 2008 | Hard Candy in de Nederlandse Album Top 100 - binnen: 3 mei 2008 | Hard Candy in de Nederlandse Album Top 100 - binnen: 3 mei 2008 | Hard Candy in de Nederlandse Album Top 100 - binnen: 3 mei 2008 | Hard Candy in de Nederlandse Album Top 100 - binnen: 3 mei 2008 | Hard Candy in de Nederlandse Album Top 100 - binnen: 3 mei 2008 | Hard Candy in de Nederlandse Album Top 100 - binnen: 3 mei 2008 | Hard Candy in de Nederlandse Album Top 100 - binnen: 3 mei 2008 | Hard Candy in de Nederlandse Album Top 100 - binnen: 3 mei 2008 | Hard Candy in de Nederlandse Album Top 100 - binnen: 3 mei 2008 |
| Week                                                            | 01                                                              | 02                                                              | 03                                                              | 04                                                              | 05                                                              | 06                                                              | 07                                                              | 08                                                              | 09                                                              | 10                                                              | 11                                                              | 12                                                              | 13                                                              | 14                                                              | 15                                                              | 16                                                              | 17                                                              | 18                                                              | 19                                                              | 20                                                              | 21                                                              | 22                                                              |
| --------------------------------------------------------------- | --------------------------------------------------------------- | --------------------------------------------------------------- | --------------------------------------------------------------- | --------------------------------------------------------------- | --------------------------------------------------------------- | --------------------------------------------------------------- | --------------------------------------------------------------- | --------------------------------------------------------------- | --------------------------------------------------------------- | --------------------------------------------------------------- | --------------------------------------------------------------- | --------------------------------------------------------------- | --------------------------------------------------------------- | --------------------------------------------------------------- | --------------------------------------------------------------- | --------------------------------------------------------------- | --------------------------------------------------------------- | --------------------------------------------------------------- | --------------------------------------------------------------- | --------------------------------------------------------------- | --------------------------------------------------------------- | --------------------------------------------------------------- |
| Nummer                                                          | 1                                                               | 1                                                               | 2                                                               | 3                                                               | 7                                                               | 10                                                              | 10                                                              | 11                                                              | 9                                                               | 10                                                              | 11                                                              | 12                                                              | 11                                                              | 9                                                               | 12                                                              | 16                                                              | 13                                                              | 11                                                              | 8                                                               | 10                                                              | 18                                                              | 27                                                              |
| Week                                                            | 23                                                              | 24                                                              | 25                                                              | 26                                                              | 27                                                              | 28                                                              | 29                                                              | 30                                                              | 31                                                              | 32                                                              | 33                                                              | 34                                                              | 35                                                              | 36                                                              | 37                                                              | 38                                                              |                                                                 | 39                                                              |                                                                 | 40                                                              |                                                                 |                                                                 |
| Nummer                                                          | 29                                                              | 35                                                              | 36                                                              | 41                                                              | 35                                                              | 38                                                              | 54                                                              | 70                                                              | 68                                                              | 80                                                              | 82                                                              | 80                                                              | 77                                                              | 77                                                              | 93                                                              | 93                                                              | uit                                                             | 89                                                              | uit                                                             | 99                                                              | uit                                                             |                                                                 |